# Angel Balewski
Angel Tontschew Balewski (bulgarisch Ангел Тончев Ба̀левски; * 15. April 1910 in Trojan, Zarentum Bulgarien; † 15. September 1997 in Sofia) war ein bulgarischer Politiker und Ingenieur.

## Leben
Er studierte Maschinenbau in Brünn und wurde 1945 Professor am staatlichen Polytechnikum. 1967 wurde er Direktor des Instituts für Metallurgie und Technologie der Metalle. 1968 übernahm er die Präsidentschaft der Bulgarischen Akademie der Wissenschaften, die er bis 1988 innehatte. Er war darüber hinaus Mitglied mehrerer ausländischer Akademien.
Er befasste sich mit der Metallprüfung und verfasste Arbeiten zu Eigenschaften von Metallen. Er erarbeitete mehrere Patente für Verfahren in der Gießereitechnik und entwickelte ein Verfahren zur Gewinnung von Gusseisen in kurzen Drehöfen.
Balewski war Mitglied der Bulgarischen Kommunistischen Partei. Ab 1966 gehörte er dem Zentralkomitee der Partei an. Ab 1971 war er Mitglied des bulgarischen Staatsrates.
Er war Träger des Georgi Dimitrow Ordens und erhielt den Dimitroffpreis.